# Julius Schreck
Pour les articles homonymes, voir Schreck.
Pour l’article ayant un titre homophone, voir Shrek.
Julius Schreck, né le 13 juillet 1898, mort le 16 mai 1936, est un des premiers membres du NSDAP et le premier chef de la SS. Il rejoint le Parti nazi en 1920, à la même période qu’Adolf Hitler : les deux hommes développent une réelle relation amicale. Schreck est un ancien combattant de la Première Guerre mondiale et un ancien membre des Freikorps.
En 1921, Schreck est l’un des fondateurs de la SA ; il participe également à la création de la Stabswache, organisme précurseur de la SS, petite unité de membres de la SA chargée de la protection du Führer. En 1923, Schreck participe au putsch de la Brasserie, après l’échec duquel il est incarcéré  à la prison de Landsberg, en compagnie d’autres dirigeants nazis.
Lorsqu’après la levée de son interdiction, le Parti nazi est recréé en 1925, Emil Maurice demande à Julius Schreck de l’aider à fonder une nouvelle unité de protection du Führer, sous la dénomination de Stosstrupp Adolf Hitler.  Plus tard dans la même année, le groupe des huit membres de la Stosstrupp change de nom pour devenir la Schutzstaffel, au sein de laquelle Schreck s’inscrit sous le numéro 5. Il est chargé par Hitler de commander cette unité et devient dans les faits le premier Reichsführer-SS, même s’il n'utilise jamais ce titre.
En 1926, Schreck renonce à sa fonction de Reichsführer-SS, mais il reste membre de la SS et devient le chauffeur personnel de Hitler. En 1930, après l’expansion de la SS due à Heinrich Himmler, Schreck est nommé SS-Standartenführer, mais n’a que peu de pouvoirs. Il continue à être le chauffeur de Hitler pendant six ans, avant de démissionner pour raison de santé. Son dernier grade atteint dans la SS est celui d’Oberführer.
En 1936, Julius Schreck est atteint par une méningite et meurt le 16 mai. Il a droit à des funérailles nationales, au cours desquelles Hitler prononce son éloge funèbre. À titre posthume, il est promu SS-Brigadeführer et nommé SS-Ehrenführer de la « 1. SS Standarte » de Munich, unité SS qui reçoit en complément le nom de « Julius Schreck ».